# Гравель (озеро)
Гравель (фр. Lac de Gravelle) — озеро во Франции, наименьшее из 4 озёр Венсенского леса. Объём водоёма составляет 28000 м³, площадь зеркала — ≈ 0,01 км². Находится в юго-восточной части Венсенского леса, примерно в 50 метрах южнее Венсенского ипподрома. Как и три других озера парка (Миним, Сен-Мандэ и Домениль), Гравель является частью гидросистемы Венсенского леса. Озеро Гравель расположено выше остальных озёр парка, поэтому именно через него осуществляется снабжение озёр парка водами Сены. С остальными озёрами парка Гравель сообщается при помощи двух небольших каналов; с Сен-Манде и Домениль каналом, называемым «Ручей Гравель», а с Миним — каналом, который называется «Река Жуэнвиль» (фр. Rivière de Joinville).
Озеро было вырыто в 1860-х годах, во время преобразования Венсенского леса в парк, под руководством инженера Жана-Шарля Альфана. С 1866 года по 1974 год озеро Гравель было соединено через насосную станцию Сен-Мор-де-Фоссе с Марной, но после открытия автострады А4, которая проходит немного южнее, нагнетание вод в озеро идёт из Сены, через насосную станцию расположенную около Аустерлицкого моста.